# Jiang Jialiang
Jiang Jialiang (Zhongshan, Provincia de Cantón; 3 de marzo de 1964) es un jugador profesional de tenis de mesa chino, doble campeón del mundo en los años 1985 en Gotemburgo, y 1987 en Nueva Delhi.
Jialiang también ganó varias medallas en los Mundiales por parejas, donde jugaba con su compatriota Cai Zhenhua.